# Jacobus Henricus van ’t Hoff
Jacobus Henricus van ’t Hoff (Rotterdam, 1852. augusztus 30. – Berlin, 1911. március 1.) holland fiziko-kémikus. Javasolta a szerves vegyületek térbeli szerkezeti képletének bevezetését és kapcsolatba hozta azt optikai aktivitásukkal. A reakciósebesség, a kémiai egyensúly és az ozmotikus nyomás vizsgálatai terén elért kiemelkedő munkásságaiért 1901-ben ő kapta az első kémiai Nobel-díjat.

## Tanulmányai
Jacobus van ’t Hoff 1852. augusztus 30-án született Rotterdamban id. Jacobus Henricus van ’t Hoff orvos és felesége, Alida Jacoba Kolff hét gyermeke közül a harmadikként. 1867-ben az elemi iskola elvégzése után az ötosztályos középiskola negyedik osztályába iratkozott be, 1869-ben pedig leérettségizett. Kémiát szeretett volna tanulni és szülei tanácsára előbb elvégezte a Delfti Műszaki Főiskolán a vegyésztechnikusi tanfolyamot (a hároméves képzést két év alatt teljesítette). Főiskolai évei alatt matematikát is tanult és sok filozófiai művet, valamint költészetet olvasott; kedvencei Byron művei voltak.
1871-től a leideni egyetemen folytatta tanulmányait, ahol leginkább matematikából képezte magát. 1872 őszétől a következő év tavaszáig a neves vegyésszel, Kekuléval dolgozott Bonnban. 1873-ban az Utrechti Egyetemen megszerezte diplomáját, majd a következő év elején Párizsba utazott, hogy a híres Wurtz professzornál tanult tovább. Itt ismerkedett meg Le Bellel, aki később tőle függetlenül kidolgozta az optikai izoméria sztereokémiai magyarázatát. 

## Munkássága

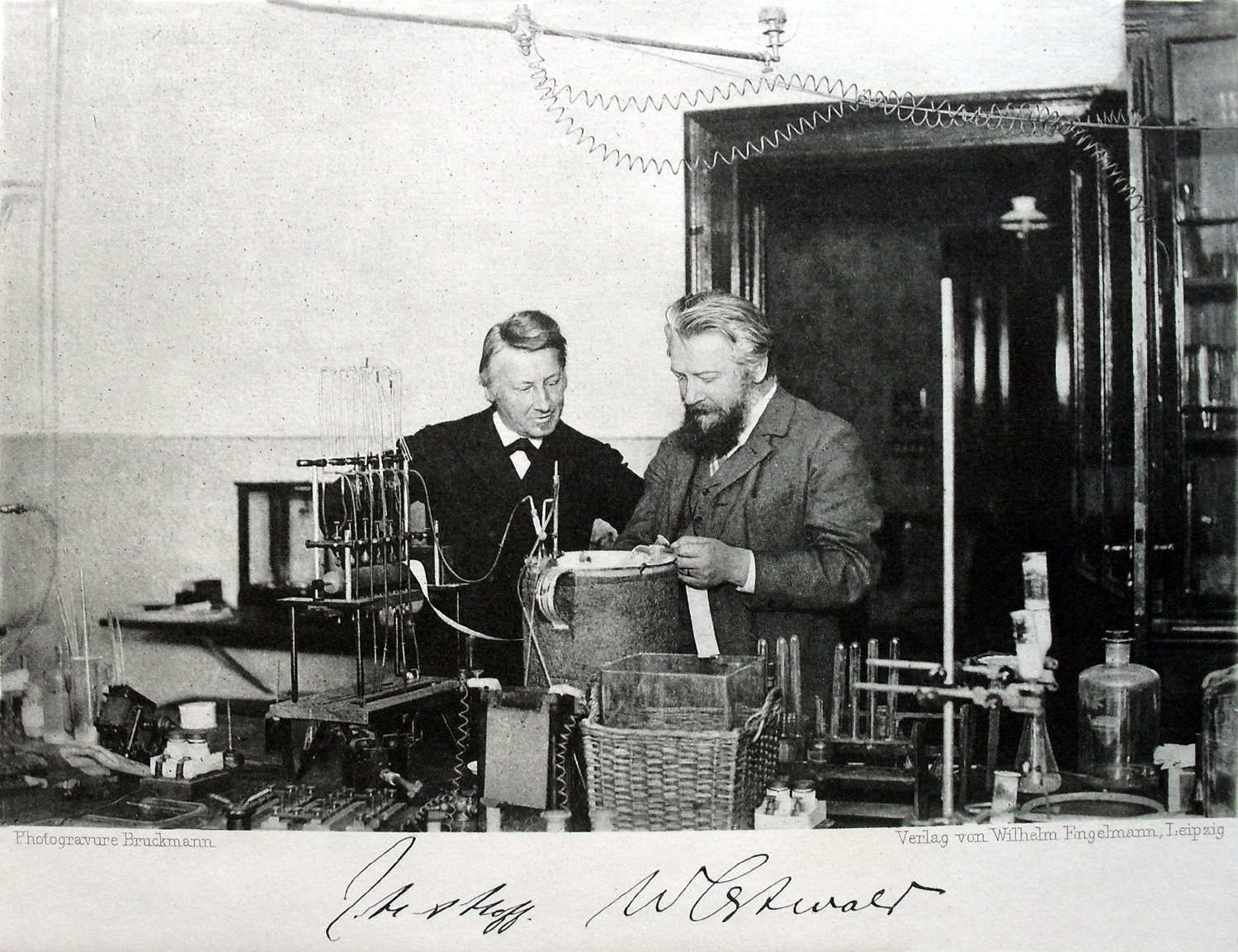
Van 't Hoff és Wilhelm Ostwald a laboratóriumban

Van ’t Hoff 1874 nyarán visszatért Hollandiába, szeptemberben publikálta elméletét az "aszimmetrikus szénatomról". Mindössze 12 oldalas kis tanulmányával (Voorstel tot Uitbreiding der Tegenwoordige in de Scheikunde gebruikte Structuurformules in de Ruimte – Javaslat a térbeli kémiai szerkezeti képletek bevezetésére) gyakorlatilag megalapította a sztereokémia tudományát. Van 't Hoff a német Wislicenus tanulmányára reagált, aki a tejsav két optikailag másként forgató izomerjét azok molekuláinak másmilyen térbeli elrendezésével próbálta magyarázni. Van 't Hoff azt állította, hogy a szénatom négy vegyértéke egy tetraéder négy csúcsa felé "nyúlik ki", amelyekhez más-más atomok kapcsolódhatnak (ezt nevezte ő aszimmetrikus atomnak, mai neve királis centrum) és ha ennek megfelelően építik el a tejsav molekuláját, akkor kétféle alakzat hozható létre, amelyek egymás tükörképei. Ez az oka hogy a két izomer másképpen forgatja a polarizált fényt (a jelenséget már Pasteur is megfigyelte 1860-ban, aki még a molekula belső aszimmetriájával próbálta magyarázni azt). Kimutatta, hogy valamennyi, optikailag aktív szerves vegyület (pl. borkősav, maleinsav, cukrok, kámfor) hasonló aszimmetrikus szénatomot tartalmaz. Ha ezeket a vegyületeket kémiailag úgy változtatják meg, hogy aszimmetriájuk eltűnjön, egyben elvesztik optikai aktivitásukat is. Vele párhuzamosan a francia Le Bel is hasonló következtetésre jutott, bár némileg absztraktabb formában fejtette ki. Van 't Hoff elképzelése újdonságként hatott és eleinte többen kritizálták, néhány éven belül, miután tanulmányát több nyelvre lefordították, általános elismerést nyert.
1874 decemberben van 't Hoff Utrechtben megvédte doktori disszertációját. 1876-től fizikát tanított az utrechti Állami Állatorvosi Főiskolán és elkezdte írni első könyvét (Ansichten über die organische Chemie). 1877-től az Amszterdami Egyetemen tanított előbb fizikai kémiát, majd a kémia, ásványtan és geológia professzoraként kinevezték a kémiai tanszék élére.  

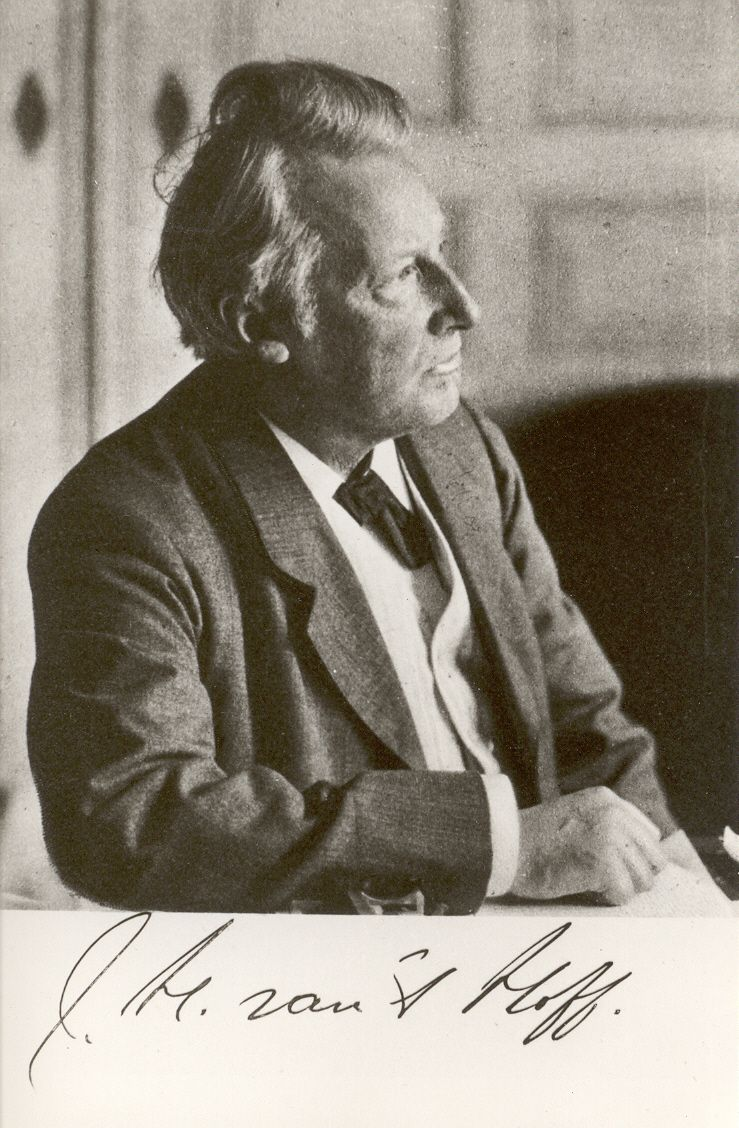
Jacobus Henricus van 't Hoff 1911-ben

1884-ben megjelent könyve (Études de Dynamique chimique – Kémiai dinamikai tanulmányok) a fizikai kémia területére tett első kirándulása volt. Ebben kidolgozta a termodinamikai kapcsolatot a reakcióhő és a hőmérséklet hatására eltolódó kémiai egyensúly között. Megállapította, hogy változatlan térfogat mellett a rendszer kémiai egyensúlya úgy változik meg, hogy ellensúlyozza a hősmérséklet változását. Ha csökkentette a hőmérsékletet, a kémiai reakciójának egyensúlya úgy tolódott el, hogy az hőfejlődéssel járjon, és fordítva. A dinamikus egyensúly elvét általános formában a francia Le Chatelier fogalmazta meg 1885-ben; ezt ma van ‘t Hoff-Le Chatelier elvnek hívjuk.
A következő évben, 1885-ben újabb könyvet publikált (L’Équilibre chimique dans les Systèmes gazeux ou dissous à I’État dilué – Kémiai egyensúly a gázrendszerekben és az erősen hígított oldatokban) amelyben az oldatok viselkedését írta le. Kimutatta, hogy a kellően híg oldatokban az ozmotikus nyomás arányos a koncentrációval és hőmérséklettel, matematikailag pedig ugyanúgy lehet leírni mint az ideális gázt (beillesztve egy i állandót). Az i mértékét különféle módszerekkel meg is mérte. Van 't Hoff ezzel bebizonyította, hogy a termodinamika törvényei nem csak gázokra, hanem híg oldatokra is érvényesek.
1887-ben meghívták a Lipcsei Egyetemre, ami miatt az Amszterdami Egyetem vezetése hajlandó volt finanszírozni egy új kémiai laboratórium berendezését. Bár a laboratórium 1891-ben elkészült, terhelő oktatási kötelezettségei miatt van ’t Hoff 1896-ban mégis Berlinbe költözött, ahol kinevezték a Porosz Királyi Tudományegyetem professzorává. Itt hetente csak egy előadást kellett tartania, így kutatásaira jóval több ideje maradt. Előadásait összegyűjtve is megjelentette (Vorlesungen über theoretische und physikalische Chemie), amelyet számos nyelvre lefordítottak. Wilhelm Ostwalddal közösen megalapította a Zeitschrift für physikalische chemie c. folyóiratot, amelynek első száma 1887-ben jelent meg; ennek alapján kettejüket tartják a fizikai kémia megalapítóinak.
Berlini évei alatt, 1896-1905 között, az óceáni sóüledék kialakulását tanulmányozta, a staßfurti sóbányák vastag rétegeit felhasználva példaként. Munkájának eredményét a kétkötetes Zur Bildung ozeanischer Salzablagerungen c. művében foglalta össze.
1901-ben Jacobus van 't Hoffnak ítélték az akkor első ízben kiosztott kémiai Nobel-díjat "a kémiai dinamika és az ozmotikus nyomás törvényeinek felfedezéséért".

## Elismerései

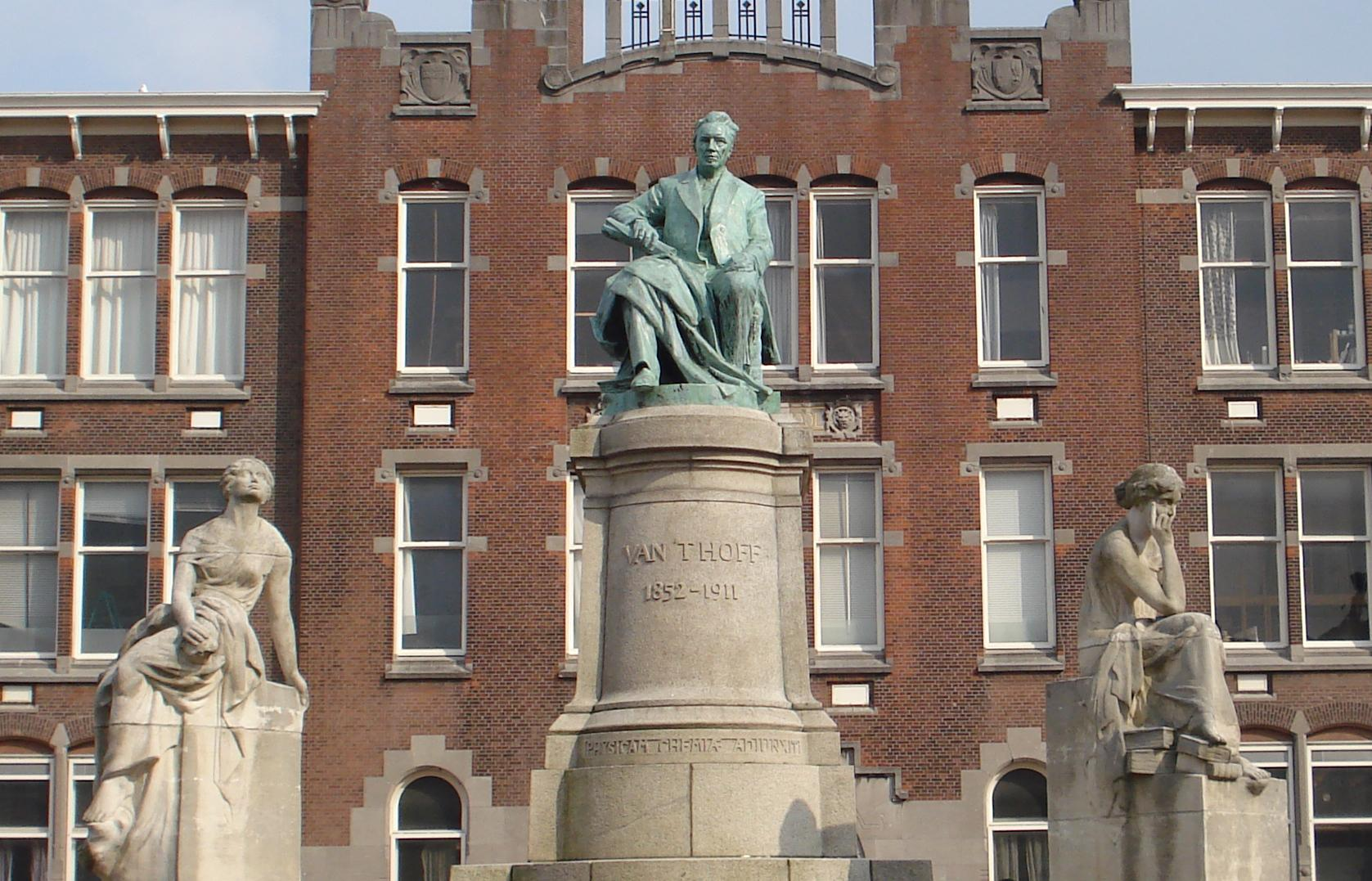
Van 't Hoff emlékműve Rotterdamban

- 1893 – a brit Royal Society Davy-érme
- 1894 – Francia Becsületrend
- 1901 – Kémiai Nobel-díj
- 1911 – a Porosz Tudományos Akadémia Helmholtz-érme
- 1911 – a Vilmos császár Társaság szenátora

Van ’t Hoffot tagjává választotta a Holland Királyi Tudományos Akadémia (1887), a göttingeni Királyi Tudományos Akadémia (1892), a Royal Society (1897) és a francia Académie des Sciences (1905). Tiszteletbeli tagja volt a Londoni Kémiai Társaságnak (1898) és az Amerikai Kémiai Társaságnak (1898). Díszdoktorává avatta a Harvard és a Yale (1901), a manchesteri Victoria Egyetem (1903) és a Heidelbergi Egyetem (1908).

## Családja és személyisége
Van 't Hoff 1878-ban vette feleségül Johanna Francina Meest. Két lányuk: Johanna Francina (sz. 1880) és Aleida Jacoba (1882), valamint két fiuk Jacobus Henricus (1883) és Govert Jacob (1889) született. A tudós legfontosabb tulajdonságának – mint ezt amszterdami professzori székfoglaló beszédében kifejtette – a képzelőerőt tartotta. Szerette a természetet, leideni és bonni évei alatt sokat kirándult és növényeket gyűjtött.
Jacobus Henricus van 't Hoff 1911. március 1-én halt meg a Berlin melletti Steglitzben, tuberkulózis következtében. Testét elhamvasztották és berlin-dahlemi temetőben helyezték örök nyugalomra.